# مایکل ای. لوین
مایکل ای. لوین (زاده ۲۰ فوریه ۱۹۶۴ در توکیو، ژاپن) آهنگساز، تهیه‌کننده موسیقی و فیلم‌نامه‌نویس آمریکایی است که در ژاپن متولد شده و هم‌اکنون ساکن لس آنجلس است. او بیشتر به خاطر فعالیت در فیلم و تلویزیون شناخته شده‌است.